# Serafino Amedeo de Ferrari
Serafino Amedeo de Ferrari (6 de maig de 1824 - 27 de març de 1885) va ser un compositor, director d'orquestra i pianista italià.
Ferrari va estudiar a la seva ciutat natal i a Milà. Va actuar com a concertista i pianista. El 1852 va ser altament actiu com a director d'orquestra a Amsterdam, després de la qual va treballar com a director de cant al Teatre Carlo Felice de Gènova. Després va treballar en una capacitat similar al Teatre Carignano de Torí.
És més conegut per les seves òperes, de les quals les seves més populars van ser:
- Don Carlo (1853);
- Pipelè (1855);
- Il matrimonio per concorso (1858);
- Il Menestrello (1859);
- Il Cadetto di Gascogna (1864).

També va escriure molta música religiosa.